# Ledra concolor
Ledra concolor är en insektsart som beskrevs av Walker 1851. Ledra concolor ingår i släktet Ledra och familjen dvärgstritar. Inga underarter finns listade i Catalogue of Life.